# Colonas (Propóntide)
Colonas (en griego, Κολωναί) era una antigua colonia griega del Helesponto.
Estrabón dice que la ciudad había ido fundada por colonos de Mileto, la sitúa en territorio de Lámpsaco y la distingue de otra población también ubicada en Tróade llamada Colonas, de la que era procedente el personaje mitológico de Cicno.
Es citada en la Anábasis de Alejandro Magno de Arriano de Nicomedia, que menciona que fue un territorio por donde pasó Alejandro Magno, entre Lámpsaco y Hermoto.
Se desconoce  su localización exacta pero se ha sugerido que podría haberse ubicado en Çataltepe o en Arabakanaği, al  sur de Lámpsaco.